# Kanton Aix-Villemaur-Pâlis
Der Kanton Aix-Villemaur-Pâlis ist ein französischer Wahlkreis im Département Aube in der Region Grand Est. Er umfasst 36 Gemeinden aus dem Arrondissement Troyes, sein Bureau centralisateur ist in Aix-Villemaur-Pâlis. Im Rahmen der landesweiten Neuordnung der französischen Kantone wurde er im Frühjahr 2015 erheblich erweitert.
Anlässlich der Gründung der Commune nouvelle Aix-Villemaur-Pâlis erfolgte die Umbenennung des Kantons von vormals Kanton Aix-en-Othe zum aktuellen Namen per Dekret vom 21. Februar 2021.

## Gemeinden
Der Kanton besteht aus 36 Gemeinden mit insgesamt 17.526 Einwohnern (Stand: 1. Januar 2022) auf einer Gesamtfläche von 644,92 km²:
| Gemeinde                   | Einwohner 1. Januar 2022 | Fläche km² | Dichte Einw./km² | Code INSEE | Postleitzahl |
| -------------------------- | ------------------------ | ---------- | ---------------- | ---------- | ------------ |
| Aix-Villemaur-Pâlis        | 3.336                    | 75,30      | 44               | 10003      | 10160, 10190 |
| Auxon                      | 934                      | 25,49      | 37               | 10018      | 10130        |
| Bercenay-en-Othe           | 419                      | 17,85      | 23               | 10037      | 10190        |
| Bérulle                    | 196                      | 16,50      | 12               | 10042      | 10160        |
| Bucey-en-Othe              | 433                      | 13,03      | 33               | 10066      | 10190        |
| Chamoy                     | 503                      | 16,70      | 30               | 10074      | 10130        |
| Chennegy                   | 471                      | 23,19      | 20               | 10096      | 10190        |
| Chessy-les-Prés            | 534                      | 25,69      | 21               | 10099      | 10130        |
| Coursan-en-Othe            | 103                      | 9,27       | 11               | 10107      | 10130        |
| Courtaoult                 | 90                       | 8,36       | 11               | 10108      | 10130        |
| Davrey                     | 225                      | 9,66       | 23               | 10122      | 10130        |
| Eaux-Puiseaux              | 251                      | 8,61       | 29               | 10133      | 10130        |
| Ervy-le-Châtel             | 1.108                    | 21,39      | 52               | 10140      | 10130        |
| Estissac                   | 1.797                    | 25,66      | 70               | 10142      | 10190        |
| Fontvannes                 | 715                      | 13,01      | 55               | 10156      | 10190        |
| Les Croûtes                | 96                       | 7,11       | 14               | 10118      | 10130        |
| Maraye-en-Othe             | 429                      | 42,32      | 10               | 10222      | 10160        |
| Marolles-sous-Lignières    | 363                      | 15,12      | 24               | 10227      | 10130        |
| Messon                     | 470                      | 11,49      | 41               | 10240      | 10190        |
| Montfey                    | 115                      | 11,49      | 10               | 10247      | 10130        |
| Montigny-les-Monts         | 250                      | 14,63      | 17               | 10251      | 10130        |
| Neuville-sur-Vanne         | 469                      | 17,25      | 27               | 10263      | 10190        |
| Nogent-en-Othe             | 44                       | 9,06       | 5                | 10266      | 10160        |
| Paisy-Cosdon               | 334                      | 17,84      | 19               | 10276      | 10160        |
| Planty                     | 231                      | 10,82      | 21               | 10290      | 10160        |
| Prugny                     | 366                      | 8,62       | 42               | 10307      | 10190        |
| Racines                    | 177                      | 7,50       | 24               | 10312      | 10130        |
| Rigny-le-Ferron            | 322                      | 19,05      | 17               | 10319      | 10160        |
| Saint-Benoist-sur-Vanne    | 229                      | 16,68      | 14               | 10335      | 10160        |
| Saint-Mards-en-Othe        | 639                      | 31,40      | 20               | 10350      | 10160        |
| Saint-Phal                 | 517                      | 33,27      | 16               | 10359      | 10130        |
| Vauchassis                 | 498                      | 24,17      | 21               | 10396      | 10190        |
| Villemoiron-en-Othe        | 204                      | 12,49      | 16               | 10417      | 10160        |
| Villeneuve-au-Chemin       | 196                      | 3,35       | 59               | 10422      | 10130        |
| Vosnon                     | 237                      | 12,83      | 18               | 10441      | 10130        |
| Vulaines                   | 225                      | 8,72       | 26               | 10444      | 10160        |
| Kanton Aix-Villemaur-Pâlis | 17.526                   | 644,92     | 27               | 1001       | –            |

Bis zur landesweiten Neuordnung der französischen Kantone im März 2015 gehörten zum Kanton Aix-en-Othe die 10 Gemeinden Aix-en-Othe, Bérulle, Maraye-en-Othe, Nogent-en-Othe, Paisy-Cosdon, Rigny-le-Ferron, Saint-Benoist-sur-Vanne, Saint-Mards-en-Othe, Villemoiron-en-Othe und Vulaines. Sein Zuschnitt entsprach einer Fläche von 208,82 km2. Der alte INSEE-Code 1001 wurde beibehalten.

## Veränderungen im Gemeindebestand seit der landesweiten Neuordnung der Kantone
2016: Fusion Aix-en-Othe, Palis und Villemaur-sur-Vanne → Aix-Villemaur-Pâlis

## Politik
| Vertreter im Departementrat | Vertreter im Departementrat      | Vertreter im Departementrat |
| Amtszeit                    | Namen                            | Partei                      |
| --------------------------- | -------------------------------- | --------------------------- |
| 1994–2015                   | Marc Domèce                      | UMP                         |
| 2015–2021                   | Didier Leprince                  | LR                          |
| 2015–2018                   | Pauline Steiner                  | LR                          |
| 2018–2021                   | Michelle Lhuillier               | DVD                         |
| 2011–                       | Nelly Deleligne Didier Leprincer | DVD LR                      |

## Bevölkerungsentwicklung
| 1962 | 1968 | 1975 | 1982 | 1990 | 1999 | 2006 | 2011 | 2020   |
| ---- | ---- | ---- | ---- | ---- | ---- | ---- | ---- | ------ |
| 4534 | 4941 | 4715 | 4647 | 4561 | 4613 | 5061 | 5311 | 17.811 |